# Liste des œuvres de Fanny Mendelssohn
Cette liste regroupe les œuvres de Fanny Mendelssohn, soit 466 compositions connues,,.
Elle a écrit près de 250 lieder pour soprano et piano, ainsi que plus d'une centaine de pièces pour piano seul. Les textes des lieder proviennent souvent de poètes contemporains, principalement de Johann Wolfgang von Goethe (46), Heinrich Heine (27), Joseph von Eichendorff (20), Ludwig Tieck (16), Ludwig Hölty (14), Johann Heinrich Voß (14) ou Jean-Pierre Claris de Florian (13). Son mari Wilhelm Hensel, peintre, graveur et poète, lui a également écrit une vingtaine de textes.
Très peu de ses œuvres ont été publiées, Fanny Mendelssohn n'ayant trouvé le courage de les publier qu'en 1846, un an avant sa mort. Selon les publications, le nom mentionné est :  Fanny Hensel, Fanny Hensel Mendelssohn ou Fanny Mendelssohn-Bartholdy. 

## Liste des œuvres

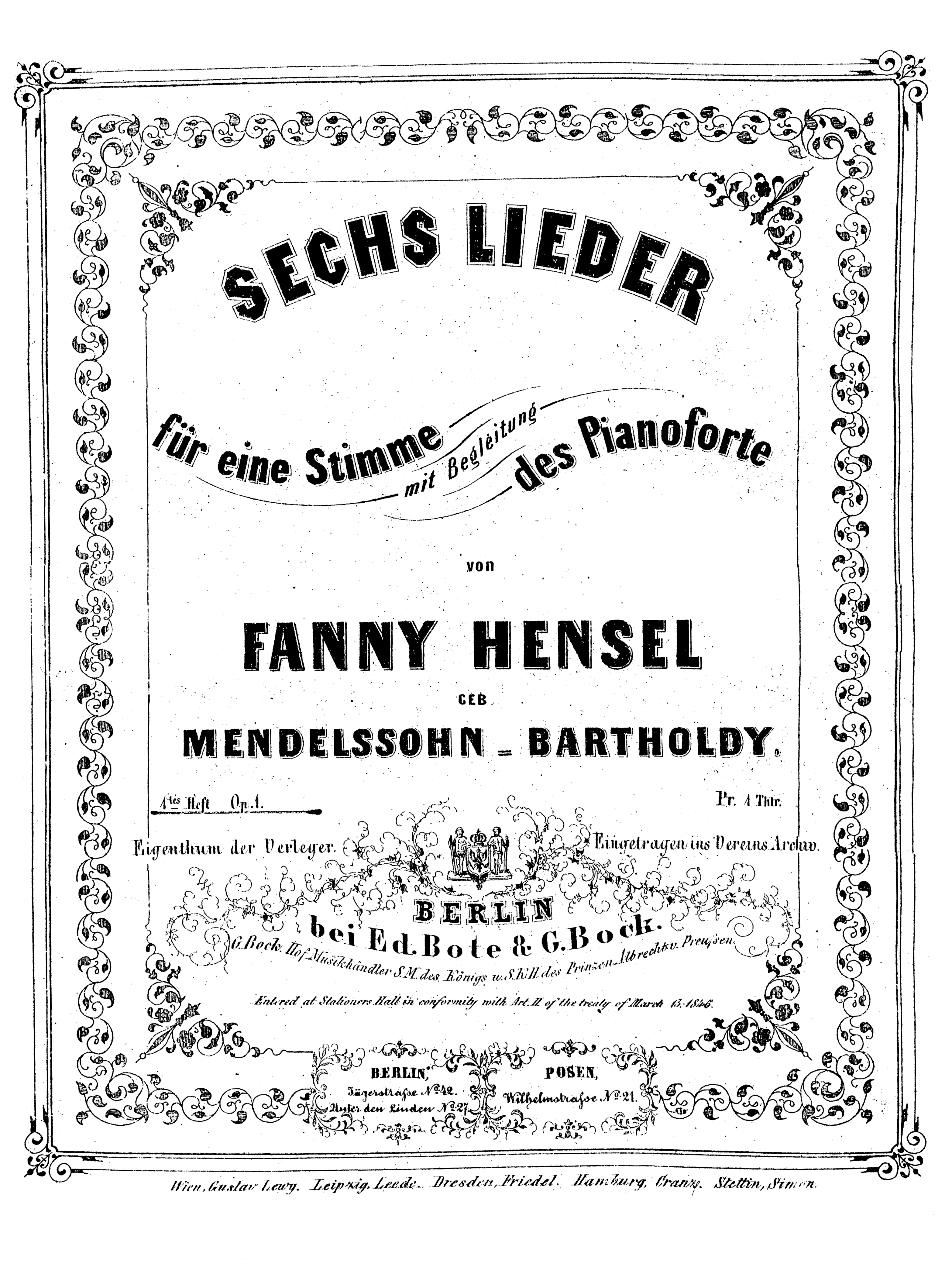
Fanny Mandelssohn Hansel. Six lieder pour une voix avec accompagnement piano Op 1. Page titre du livret, Ed. Bote & G. Bock, 1846, (no : 312, 317, 358, 377,387, 388 de la liste).

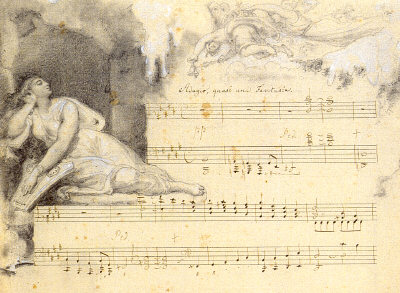
Fanny Mendelssohn Hensel. Das Jahr, opus 2.2, - 1. Januar, page autographe de la pièce pour piano, illustration de Wilhelm Hensel, 1841, (no 385 de la liste).

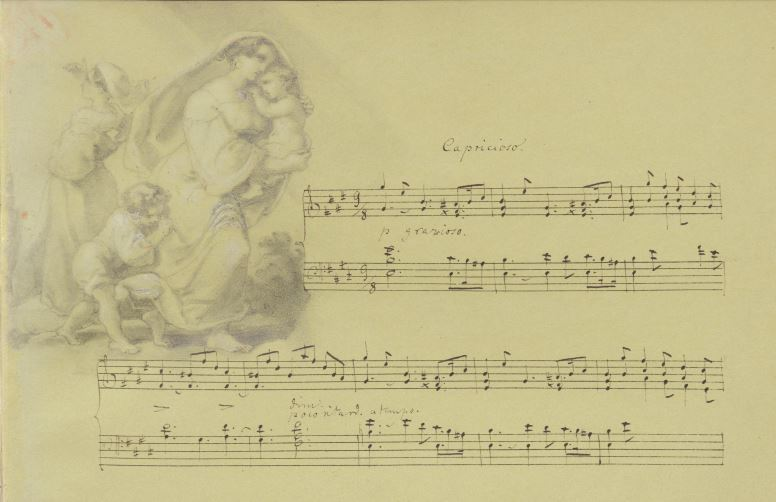
Fanny Mendelssohn Hensel. Das Jahr, op.2.2, - 4. April, page autographe de la pièce pour piano, illustration de Wilhelm Hensel, 1841, (no 385 de la liste).

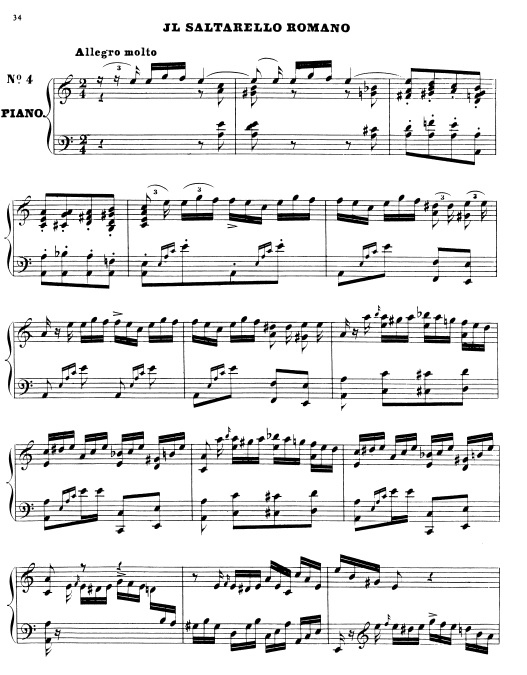
Fanny Mendelssohn Hensel. JL Saltarello Romano, Tarantella, op.6, n°4, partition, extrait, 1846, (no 372 de la liste).

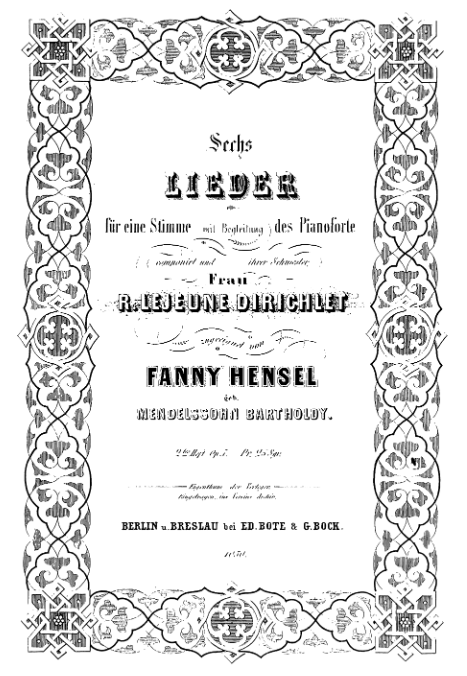
Fanny Mendelssohn Hensel.Six lieder, accompagement piano, op.7, page titre, Ed.Bote & G. Bock, Berlin, 1848, (no : 343, 397, 434, 440, 450, 464 de la liste).

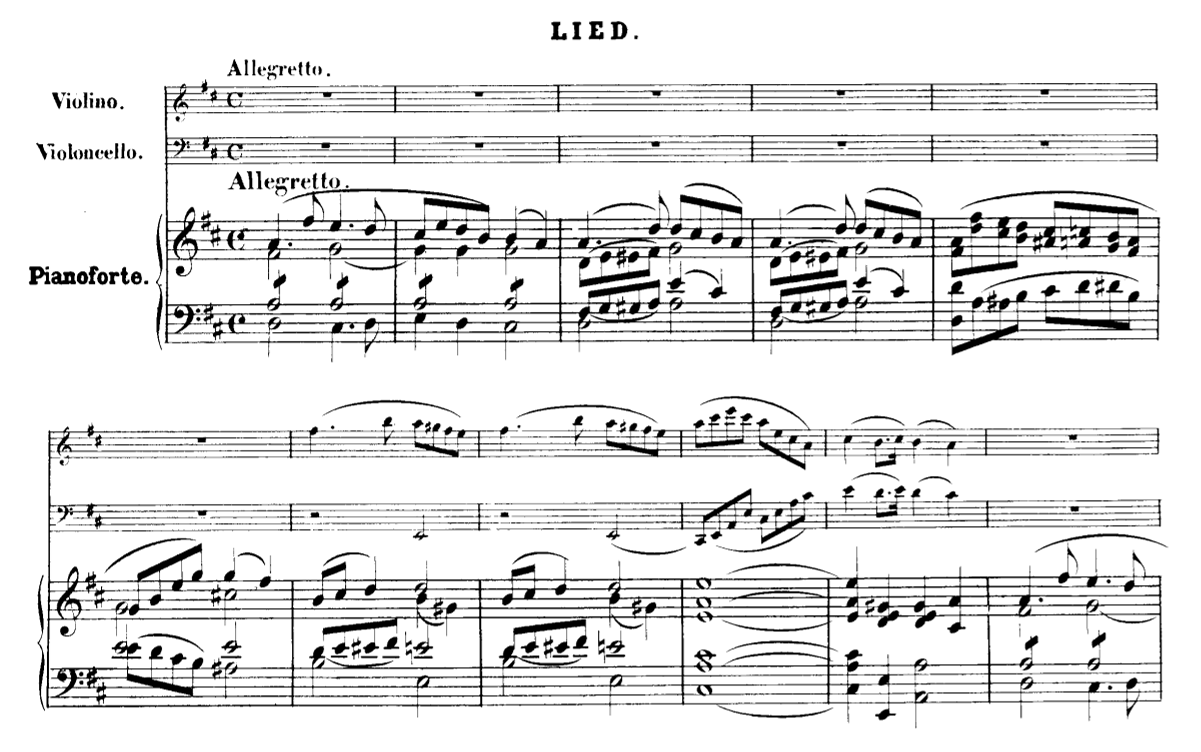
Fanny Mendelssohn Hensel. Trio pour violon, violoncelle, piano en ré mineur op.11: Début du 3ème mouvement, Lied. Allegretto. Première édition, Breitkopf et Härtel, Wiesbaden, 1846, (no 465 de la liste).

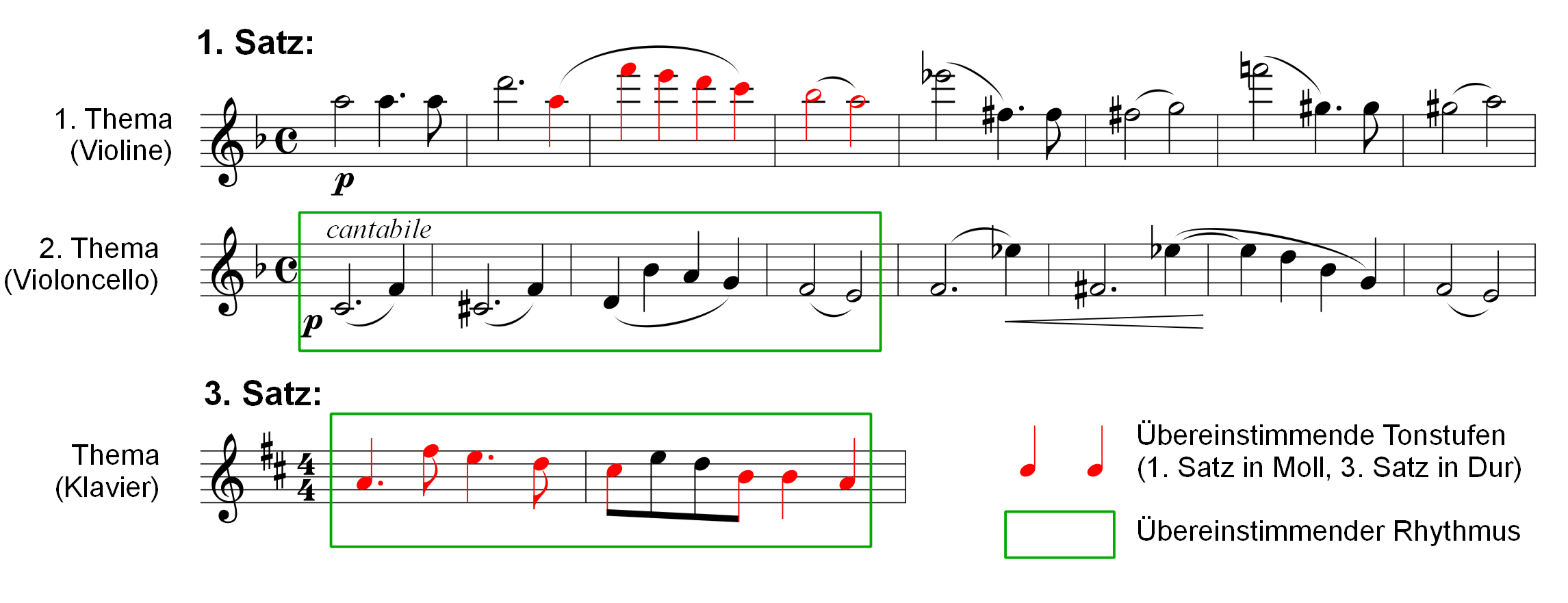
Fanny Mendelssohn Hensel. Trio pour violon, violoncelle, piano en ré mineur, op.11: Comparaison entre les thèmes des 1er et 3e mouvements, (no 465 de la liste).

Les 466 œuvres de Fanny Mendelssohn sont classées chronologiquement (1819-1847). La numérotation est celle figurant dans le catalogue de Renate Hellwig-Unruh, publié  en 2000,,,.
| Ordre | Titre de l'œuvre | Année | Formation | Opus     | Auteur du texte                        | Notes                   |
| ----- | --- | ----- | --- | -------- | -------------------------------------- | ----------------------- |
| 1     | 12 gavotten | 1819  | Piano |          |                                        | Perdu                   |
| 2     | Ihr töne schwingt euch fröhlich | 1819  | Soprano, piano |          | Johann Ludwig Casper                   |                         |
| 3     | Lied des schäfers | 1820  | Soprano, piano |          |                                        |                         |
| 4     | Klavierstück | 1820  | Piano |          |                                        |                         |
| 5     | Romance de Claudine | 1820  | Soprano, piano |          | Jean-Pierre Claris de Florian          |                         |
| 6     | Chanson des bergères | 1820  | Soprano, piano |          | Jean-Pierre Claris de Florian          |                         |
| 7     | Romance de Galatée | 1820  | Soprano, piano |          | Jean-Pierre Claris de Florian          |                         |
| 8     | Romance de Célestine | 1820  | Soprano, piano |          | Jean-Pierre Claris de Florian          |                         |
| 9     | Isidore | 1820  | Soprano, piano |          | Jean-Pierre Claris de Florian          |                         |
| 10    | Die schönheit nicht, o mädchen | 1820  | Soprano, piano |          | Johann Gottfried von Herder            |                         |
| 11    | Némorin #1 | 1820  | Soprano, piano |          | Jean-Pierre Claris de Florian          |                         |
| 12    | Zoraide | 1820  | Soprano, piano |          | Jean-Pierre Claris de Florian          |                         |
| 13    | C’en est fait | 1820  | Soprano, piano |          | Jean-Pierre Claris de Florian          |                         |
| 14    | Annette | 1820  | Soprano, piano |          | Jean-Pierre Claris de Florian          |                         |
| 15    | Sérénade de cortez | 1820  | Soprano, piano |          | Jean-Pierre Claris de Florian          |                         |
| 16    | Unique objet de ma tendresse | 1820  | Soprano, piano |          | Jean-Pierre Claris de Florian          |                         |
| 17    | Wenn ich ihn nur habe | 1820  | Soprano, piano |          | Novalis                                |                         |
| 18    | Erster verlust #1 | 1820  | Soprano, piano |          | Johann Wolfgang von Goethe             |                         |
| 19    | Füllest wieder busch und tal | 1820  | Soprano, piano |          | Johann Wolfgang von Goethe             |                         |
| 20    | Ave maria | 1820  | Soprano, piano |          | Scott                                  |                         |
| 21    | L'amitié | 1820  | Soprano, piano |          |                                        |                         |
| 22    | Schwarz ihre brauen | 1820  | Soprano, piano |          | Franz Grillparzer                      |                         |
| 23    | C’est une larme | 1820  | Soprano, piano |          |                                        |                         |
| 24    | So mußt’ich von dir scheiden | 1820  | Soprano, piano |          | Scott                                  |                         |
| 25    | Ist uns der sünden last zu schwer | 1820  | Soprano, chœur (SATB), piano |          |                                        |                         |
| 26    | Wohl deinem liebling | 1820  | Soprano, piano |          |                                        |                         |
| 27    | Du stillst der meere brausen | 1821  | Baryton, piano |          |                                        |                         |
| 28    | Ob deiner wunderzeichen staunen | 1821  | Soprano, chœur (SATB), piano |          |                                        |                         |
| 29    | Klavierstück | 1821  | Piano |          |                                        |                         |
| 30    | Klavierstück (andante) | 1821  | Piano |          |                                        |                         |
| 31    | Némorin #2 | 1821  | Soprano, piano |          | Jean-Pierre Claris de Florian          |                         |
| 32    | Le rocher des deux amants | 1821  | Soprano, piano |          | Jean-Pierre Claris de Florian          |                         |
| 33    | Das stille fleh’n | 1821  | Soprano, piano |          |                                        |                         |
| 34    | La fuite inutile | 1821  | Soprano, piano |          |                                        |                         |
| 35    | Au bord d’une fontaine | 1821  | Soprano, piano |          | Jean Bertaut                           |                         |
| 36    | Nähe des geliebten #1 | 1821  | Soprano, piano |          | Johann Wolfgang von Goethe             |                         |
| 37    | Klavierstück (allegro) | 1821  | Piano |          |                                        |                         |
| 38    | Frühlingserinnerung | 1821  | Soprano, piano |          |                                        |                         |
| 39    | Klavierstück | 1821  | Piano |          |                                        |                         |
| 40    | Klavierstück (allegro agitato) | 1821  | Piano |          |                                        |                         |
| 41    | Klavierstück | 1821  | Piano |          |                                        |                         |
| 42    | Klavierstück | 1821  | Piano |          |                                        | Fragment                |
| 43    | Sonata | 1821  | Piano |          |                                        | Perdu                   |
| 44    | Sonatensatz | 1822  | Piano |          |                                        |                         |
| 45    | Fischers klage | 1822  | Soprano, piano |          | Johann Ludwig Casper                   |                         |
| 46    | Die nonne | 1822  | Soprano, piano |          | Ludwig Uhland                          |                         |
| 47    | Lauf der welt | 1822  | Soprano, piano |          | Ludwig Uhland                          |                         |
| 48    | Lebewohl | 1822  | Soprano, piano |          | Wilhelm Hensel                         |                         |
| 49    | Der blumenstrauß | 1822  | Soprano, piano |          | Ludwig Uhland                          |                         |
| 50    | Sehnsucht nach italien | 1822  | Soprano, piano |          | Johann Wolfgang von Goethe             |                         |
| 51    | Du hast mein gott | 1822  | Soprano, piano |          | Marianne Saaling                       |                         |
| 52    | Mon cœur soupire | 1822  | Soprano, piano |          |                                        |                         |
| 53    | Übungsstück (allegro moderato) | 1822  | Piano |          |                                        |                         |
| 54    | Im herbst #1 | 1822  | Soprano, piano |          | Ludwig Uhland                          |                         |
| 55    | Quartet 1. Allegro moderato 2. Larghetto 3. Tempo di minuetto | 1822  | Quatuor avec piano |          |                                        |                         |
| 56    | Die linde | 1822  | Soprano, piano |          | Luise Hensel                           |                         |
| 57    | Die sommerrosen blühen | 1822  | Soprano, piano |          | Luise Hensel                           |                         |
| 58    | Schlaflied | 1822  | Soprano, piano |          | Ludwig Tieck                           |                         |
| 59    | Der neugierige | 1823  | Soprano, piano |          | Wilhelm Müller                         |                         |
| 60    | Des müllers blumen | 1823  | Soprano, piano |          | Wilhelm Müller                         |                         |
| 61    | Das ständchen | 1823  | Soprano, piano |          | Ludwig Uhland                          |                         |
| 62    | Die liebe farbe | 1823  | Soprano, piano |          | Wilhelm Müller                         |                         |
| 63    | Gebet in der christnacht | 1823  | Soprano, piano |          | Wilhelm Müller                         |                         |
| 64    | Das ruhetal | 1823  | Soprano, piano |          | Ludwig Uhland                          |                         |
| 65    | Wiegenlied #1 | 1823  | Soprano, piano |          | Schick (?)                             |                         |
| 66    | Die furchtsame träne | 1823  | Soprano, piano |          | Schick (?)                             |                         |
| 67    | Übungsstück (Allegro molto) | 1823  | Piano |          |                                        |                         |
| 68    | Erinnerung | 1823  | Soprano, piano |          | Franz Grillparzer                      |                         |
| 69    | Übungsstück (Allegro agitato) | 1823  | Piano |          |                                        |                         |
| 70    | Der abendstern | 1823  | Soprano, piano |          | János Majláth (en)                     |                         |
| 71    | Übungsstück (allegro moderato) | 1823  | Piano |          |                                        |                         |
| 72    | Adagio | 1823  | Violon, piano |          |                                        |                         |
| 73    | Lied der fee | 1823  | Soprano, piano |          | Fanny Casper                           |                         |
| 74    | Übungsstück (larghetto) | 1823  | Piano |          |                                        |                         |
| 75    | Die sanften tage | 1823  | Soprano, piano |          | Ludwig Uhland                          |                         |
| 76    | Der sänger | 1823  | Soprano, piano |          | Novalis                                |                         |
| 77    | Die schwalbe | 1823  | Soprano, piano |          | Friederike Braun Robert                |                         |
| 78    | Schäfers sonntagslied | 1823  | Soprano, piano |          | Ludwig Uhland                          |                         |
| 79    | Übungsstück (allegro assai moderato) | 1823  | Piano |          |                                        |                         |
| 80    | Einsamkeit | 1823  | Soprano, piano |          | Wilhelm Müller                         |                         |
| 81    | Walzer für den herzog von rovigo | 1823  | Piano à quatre mains |          |                                        |                         |
| 82    | Abendreihn | 1823  | Soprano, piano |          | Wilhelm Müller                         |                         |
| 83    | Seefahrers abschied | 1823  | Soprano, piano |          | Wilhelm Müller                         |                         |
| 84    | Übungsstück (presto) | 1823  | Piano |          |                                        |                         |
| 85    | Der fischer | 1823  | Soprano, piano |          | Johann Wolfgang von Goethe             |                         |
| 86    | Übungsstück (allegro ma non troppo) | 1823  | Piano |          |                                        |                         |
| 87    | Die kapelle | 1823  | Soprano, piano |          | Ludwig Uhland                          |                         |
| 88    | Übungsstück | 1823  | Piano |          |                                        |                         |
| 89    | Am morgen nach einem sturm. Im molo di gæta | 1823  | Soprano, piano |          | Franz Grillparzer                      |                         |
| 90    | Frühe sorge | 1823  | Soprano, piano |          | Ludwig Tieck                           |                         |
| 91    | Wanderlied #1 | 1823  | Soprano, piano |          | Friederike Braun Robert                |                         |
| 92    | Übungsstück (allegro ma non troppo) | 1823  | Piano |          |                                        |                         |
| 93    | Die spinnerin | 1823  | Soprano, piano |          | Ludwig Tieck                           |                         |
| 94    | Wonne der einsamkeit | 1823  | Soprano, piano |          | Ludwig Tieck                           |                         |
| 95    | Erster verlust #2 | 1823  | Soprano, piano |          | Johann Wolfgang von Goethe             |                         |
| 96    | Übungsstück | 1823  | Piano |          |                                        |                         |
| 97    | Ferne | 1823  | Soprano, piano | 9.2      | Ludwig Tieck                           |                         |
| 98    | Die libende | 1823  | Soprano, piano |          | Ludwig Tieck                           |                         |
| 99    | Klavierstück (lento ma non troppo) | 1823  | Soprano, piano |          | Johann Wolfgang von Goethe             |                         |
| 100   | Pilgerspruch | 1823  | Chœur (SATB) |          | Paul Fleming                           |                         |
| 101   | Vereinigung | 1823  | Soprano, piano |          | Wilhelm Müller                         |                         |
| 102   | Klavierstück (andantino) | 1823  | Piano |          |                                        |                         |
| 103   | Übungsstück (allegro molto agitato) | 1823  | Piano |          |                                        |                         |
| 104   | Canzonetta | 1823  | Soprano, piano |          | Ippolito Pindemonte                    |                         |
| 105   | An die entfernte | 1823  | Soprano, piano |          | Johann Wolfgang von Goethe             |                         |
| 106   | Ohne sie | 1823  | Soprano, piano |          | Heinrich Wilhelm von Gerstenberg       |                         |
| 107   | Mein herz das ist begraben | 1823  | Soprano, piano |          | Heinrich Wilhelm von Gerstenberg       |                         |
| 108   | Übungsstück (allegro di molto) | 1823  | Piano |          |                                        |                         |
| 109   | Die glückliche fischerin | 1823  | Soprano, piano |          | Wilhelm Müller                         | Perdu                   |
| 110   | Wo kommst du her? | 1824  | Soprano, piano |          | Wilhelm Müller                         |                         |
| 111   | Auf der wanderung | 1824  | Soprano/ténor, piano |          | Ludwig Tieck                           |                         |
| 112   | Klage | 1824  | Soprano, piano |          | Ludwig Tieck                           |                         |
| 113   | Sonata o capriccio 1. Adagio 2. Andante sostenuto e con espressivo 3. Allegro molto | 1824  | Piano |          |                                        |                         |
| 114   | Tokkate (allegro moderato) | 1824  | Piano |          |                                        |                         |
| 115   | Abschied #1 | 1824  | Soprano, piano |          | Ludwig Tieck                           |                         |
| 116   | Klavierstück | 1824  | Piano |          |                                        |                         |
| 117   | Sehnsucht #1 | 1824  | Soprano, piano |          | Friedrich von Schiller                 |                         |
| 118   | Frage | 1824  | Soprano, piano |          | Ludwig Tieck                           |                         |
| 119   | Herbstlied | 1824  | Soprano, piano |          | Ludwig Tieck                           |                         |
| 120   | Frühlingsnähe | 1824  | Soprano, piano |          | Friederike Braun Robert                |                         |
| 121   | An einen liebenden im frühling | 1824  | Soprano, piano |          | Ludwig Tieck                           |                         |
| 122   | Mailied | 1824  | Soprano, piano |          | Johann Wolfgang von Goethe             |                         |
| 123   | Übungsstück (allegretto) | 1824  | Piano |          |                                        |                         |
| 124   | Jägers abendlied | 1824  | Soprano, piano |          | Johann Wolfgang von Goethe             |                         |
| 125   | Glück | 1824  | Soprano, piano |          | Ludwig Tieck                           |                         |
| 126   | Leben | 1824  | Soprano, piano |          | Ludwig Tieck                           |                         |
| 127   | Gigue (allegretto) | 1824  | Piano |          |                                        |                         |
| 128   | Sonata 1. Allegro moderato e con espressione 2. Andante con moto 3. Finale. Presto | 1824  | Piano |          |                                        |                         |
| 129   | Das heimweh | 1824  | Soprano, piano |          | Friederike Braun Robert                |                         |
| 130   | Klavierstück (allegro di molto) | 1824  | Piano |          |                                        |                         |
| 131   | Eilig zieh’n in weiter ferne | 1824  | Soprano, piano |          | Sophie Dellevie                        |                         |
| 132   | Klavierstück | 1824  | Piano |          |                                        |                         |
| 133   | Nacht #1 | 1824  | Soprano, piano |          | Ludwig Tieck                           |                         |
| 134   | Leiden | 1824  | Soprano, piano |          | Johann Peter Eckermann                 |                         |
| 135   | Verlor’nes glück | 1824  | Soprano, piano |          | Johann Peter Eckermann                 |                         |
| 136   | Übungsstück (allegro assai) | 1824  | Piano |          |                                        |                         |
| 137   | Sonnenuntergang | 1824  | Soprano, piano |          | Johann Peter Eckermann                 |                         |
| 138   | Am stillen hain | 1824  | Soprano, piano |          |                                        |                         |
| 139   | Klavierstück (allegro) | 1824  | Piano |          |                                        |                         |
| 140   | 32 fugen | 1824  | Piano |          |                                        | Perdu                   |
| 141   | Sensucht #2 | 1825  | Soprano, piano |          | Johann Peter Eckermann                 |                         |
| 142   | Verloren | 1825  | Soprano, piano |          | Johann Peter Eckermann                 |                         |
| 143   | Der einsamwandelnde | 1825  | Soprano, piano |          | Johann Peter Eckermann                 |                         |
| 144   | klavierstück | 1825  | Piano |          |                                        |                         |
| 145   | Klavierstück | 1825  | Piano |          |                                        |                         |
| 146   | Klavierstück (andante con moto) | 1825  | Piano |          |                                        |                         |
| 147   | Wandrers nachtlied #1 | 1825  | Soprano, piano |          | Johann Wolfgang von Goethe             |                         |
| 148   | An suleika | 1825  | Soprano, piano |          | Johann Wolfgang von Goethe             |                         |
| 149   | Suleika und hatem | 1825  | Soprano, ténor, piano |          | Johann Wolfgang von Goethe             |                         |
| 150   | Suleika #1 | 1825  | Soprano, piano |          | Marianne von Willemer                  |                         |
| 151   | Deinem blick mich zu bequemen | 1825  | Soprano, piano |          | Johann Wolfgang von Goethe             |                         |
| 152   | Sonett aus dem 13 jahrhundert | 1825  | Soprano, piano |          | Johann Gottfried von Herder            |                         |
| 153   | Das holde tal | 1825  | Soprano, piano |          | Johann Wolfgang von Goethe             | Fragment                |
| 154   | Mond | 1825  | Soprano, piano |          | Ludwig Hölty                           |                         |
| 155   | Ecco quel fiero istante | 1825  | Soprano, piano |          | Pietro Metastasio                      |                         |
| 156   | Ist es möglich, stern der sterne | 1825  | Soprano, piano |          | Johann Wolfgang von Goethe             |                         |
| 157   | Italien | 1825  | Soprano, piano |          | Franz Grillparzer                      |                         |
| 158   | Dir zu eröffnen mein herz | 1825  | Soprano, piano |          | Johann Wolfgang von Goethe             |                         |
| 159   | Rezitativ und arie 1. Numi clementi. rezitativ (allegro di molto) 2. Chi puo dire (arie) | 1825  | Soprano, piano |          | Pietro Metastasio                      |                         |
| 160   | Schäfergesang | 1825  | Soprano, ténor, piano |          | Ludwig Tieck                           |                         |
| 161   | Laß dich nur nichts nicht dauern | 1825  | Soprano, piano |          | Paul Fleming                           |                         |
| 162   | Harfners lied | 1825  | Soprano, piano |          | Johann Wolfgang von Goethe             |                         |
| 163   | Erinnerungen in die heimat | 1825  | Soprano, piano |          | Marianne Saaling                       |                         |
| 164   | Die schläferin | 1826  | Soprano, piano |          | Johann Heinrich Voß                    |                         |
| 165   | Capriccio (humoristisch und etwas ironisch) | 1826  | Piano |          |                                        |                         |
| 166   | Etüde (allegro moderatissimo) | 1826  | Piano |          |                                        |                         |
| 167   | Klavierstück (allegro ma non troppo) | 1826  | Piano |          |                                        |                         |
| 168   | Der rosenkranz | 1826  | Soprano, piano | 9.3      | Johann Heinrich Voß                    |                         |
| 169   | Feldlied | 1826  | Soprano, alto, ténor, baryton, chœur (SATB) |          | Johann Heinrich Voß                    |                         |
| 170   | Der eichwald brauset | 1826  | Soprano, piano |          | Friedrich von Schiller                 |                         |
| 171a  | Am grabe | 1826  | Soprano, piano |          | Johann Heinrich Voß                    |                         |
| 171b  | Am grabe | 1826  | Soprano, alto, ténor, baryton |          | Johann Heinrich Voß                    |                         |
| 172   | Sie liebt, mich liebt die auserwählte | 1826  | Soprano, piano |          | Johann Heinrich Voß                    |                         |
| 173   | Abendlandschaft | 1826  | Soprano, piano |          | Friedrich von Matthisson               |                         |
| 174   | Erwachen | 1826  | Soprano, piano |          | Friedrich Voigts (de)                  |                         |
| 175   | Waldlied | 1826  | Soprano, piano |          | Friedrich Voigts (de)                  |                         |
| 176   | Mignon | 1826  | Soprano, piano |          | Johann Wolfgang von Goethe             |                         |
| 177   | Klavierstück (andante) | 1826  | Piano |          |                                        |                         |
| 178   | Geheimnis | 1826  | Soprano, piano |          | Friedrich Voigts (de)                  |                         |
| 179   | Schloß liebeneck | 1826  | Soprano, piano |          | Friederike Braun Robert                |                         |
| 180   | Der sprosser | 1826  | Soprano, piano |          | Selt                                   |                         |
| 181   | Klavierstück (andante con espressione) | 1826  | Piano |          |                                        |                         |
| 182   | An einem herbstabende | 1826  | Soprano, piano |          | Schulz (?)                             |                         |
| 183   | Klavierstück (allegro di molto) | 1826  | Piano |          |                                        | Fragment                |
| 184   | Westöstlicher redaktionswalzer | 1826  | Piano |          |                                        |                         |
| 185   | Der frühlingsabend | 1826  | Soprano, piano |          | Johann Heinrich Voß                    |                         |
| 186   | Ich hab’ihn gesehen 1. Das mädchen 2. Der junge | 1826  | Soprano/ténor, piano |          | Johann Wolfgang von Goethe             |                         |
| 187   | Klavierstück | 1826  | Piano |          |                                        | Perdu                   |
| 188   | Marias klage | 1826  | Soprano, piano |          | Johann Heinrich Voß                    |                         |
| 189   | Nähe des geliebten #2 | 1826  | Soprano, piano |          | Johann Wolfgang von Goethe             |                         |
| 190   | Sehnsucht #3 | 1826  | Soprano, piano |          | Johann Heinrich Voß                    |                         |
| 191   | Neujahrslied | 1826  | Soprano, piano |          | Johann Heinrich Voß                    |                         |
| 192   | Sehnsucht #4 | 1827  | Soprano, piano |          | Ludwig Hölty                           |                         |
| 193   | Fugata (largo non troppo lento) | 1827  | Piano |          |                                        |                         |
| 194   | Maigesang | 1827  | Soprano, piano |          | Ludwig Hölty                           |                         |
| 195   | Seufzer | 1827  | Soprano, piano |          | Ludwig Hölty                           |                         |
| 196   | Die ersehnte | 1827  | Soprano, piano | 9.1      | Ludwig Hölty                           |                         |
| 197   | Kein blick der hoffnung | 1827  | Soprano, piano |          | Ludwig Hölty                           |                         |
| 198   | An den mond | 1827  | Soprano, piano |          | Ludwig Hölty                           |                         |
| 199   | Die schiffende | 1827  | Soprano, piano |          | Ludwig Hölty                           |                         |
| 200   | Klavierstück (andante) | 1826  | Piano |          |                                        |                         |
| 201   | An die ruhe | 1827  | Soprano, piano |          | Ludwig Hölty                           |                         |
| 202   | Klavierstück | 1827  | Piano |          |                                        |                         |
| 203   | Sehnsucht #5 | 1827  | Soprano, piano |          | Ludwig Hölty                           |                         |
| 204   | Am flusse | 1827  | Soprano, piano |          | Johann Wolfgang von Goethe             |                         |
| 205   | Sehnsucht #6 | 1827  | Soprano, piano |          | Johann Heinrich Voß                    |                         |
| 206   | Umsonst | 1827  | Soprano, piano |          | Johann Heinrich Voß                    |                         |
| 207   | Was will die einsame träne | 1827  | Soprano, piano |          | Heinrich Heine                         |                         |
| 208   | Der maiabend | 1827  | Soprano, piano | 9.5      | Johann Heinrich Voß                    |                         |
| 209   | Die sommernacht | 1827  | Soprano, piano |          | Friedrich Gottlieb Klopstock           |                         |
| 210   | Suleika #2 | 1827  | Soprano, piano |          | Marianne von Willemer                  |                         |
| 211   | Achmed an irza | 1827  | Soprano, piano |          | Heinrich Wilhelm Stieglitz (de)        |                         |
| 212   | Am leuchtenden sommermorgen | 1827  | Soprano, piano |          | Heinrich Heine                         |                         |
| 213   | Verlust | 1827  | Soprano, piano |          | Heinrich Heine                         |                         |
| 214   | Klavierbuch 1. præludio 2. fuga 3. allegro di molto 4. largo 5. præludio 6. toccata 7. anhang. fuga (Fragment) | 1827  | Piano |          |                                        |                         |
| 215   | Wenn ich mir in stiller seele | 1828  | Soprano, piano |          | Johann Wolfgang von Goethe             |                         |
| 216   | Klavierstück | 1828  | Piano |          |                                        |                         |
| 217   | Sehnsucht #7 | 1828  | Soprano, piano |          | Märcker                                |                         |
| 218   | Abendluft | 1828  | Soprano, piano |          | Ludwig Hölty                           |                         |
| 219   | Sehnsucht #8 | 1828  | Soprano, piano |          | Droysen                                |                         |
| 220   | Allnächtlich im traume | 1828  | Soprano, piano |          | Heinrich Heine                         |                         |
| 221   | Heut’in dieser nacht | 1828  | Soprano, piano |          | Droysen                                |                         |
| 222   | Die frühen gräber | 1828  | Soprano, piano | 9.4      | Friedrich Gottlieb Klopstock           |                         |
| 223   | Fuge | 1828  | Piano |          |                                        | Perdu                   |
| 224   | Über di berge steigt schon die sonne | 1828  | Soprano, piano |          | Heinrich Heine                         |                         |
| 225a  | Nacht #2 | 1828  | Soprano, piano |          | Heinrich Heine                         |                         |
| 225b  | Nacht #2 | 1828  | Soprano, alto, ténor, baryton |          | Heinrich Heine                         |                         |
| 226   | Aglæ | 1828  | Soprano, piano |          | Johann Wolfgang von Goethe             |                         |
| 227   | Wonne der wehmut | 1829  | Soprano, piano |          | Johann Wolfgang von Goethe             |                         |
| 228   | Gram | 1829  | Soprano, piano |          | Droysen                                |                         |
| 229   | Klavierstück | 1829  | Piano |          |                                        |                         |
| 230   | Selmar und selma | 1829  | Soprano, piano |          | Friedrich Gottlieb Klopstock           |                         |
| 231   | Präludium | 1829  | Piano |          |                                        | Fragment                |
| 232   | Durch zartes mailaub blinckt die abendröte | 1829  | Soprano, piano |          | Johann Heinrich Voß                    |                         |
| 233   | Schlafe du, schlafe du süß | 1829  | Soprano, alto, piano |          | Droysen                                |                         |
| 234   | Lied | 1829  | Soprano, piano |          | Droysen                                | Perdu                   |
| 235   | Ostersonate | 1829  | Piano |          |                                        | Perdu                   |
| 236   | Liederkreis. 6 lieder 1. Lebewhol. Mosso 2. Più dolce, e con molto di sentimento 3. Grave 4. Teneramente 5. Allegro 6. Wiedersehn | 1829  | Soprano, piano |          | Droysen                                |                         |
| 237   | Nachtreigen | 1829  | Chœur (2 SATB) |          | Wilhelm Hensel                         |                         |
| 238   | Sonata o fantasia 1. Andante doloroso 2. Prestissimo 3. Allegro molto moderato | 1829  | Violoncelle, piano |          |                                        |                         |
| 239   | Klavierstück (presto) | 1829  | Piano |          |                                        |                         |
| 240   | Liederzyklus | 1829  | Soprano, piano |          | Wilhelm Hensel/Droysen                 | Perdu                   |
| 241   | Schlafe, schlaf! | 1829  | Soprano, piano |          | Wilhelm Hensel                         |                         |
| 242   | Präludium (procession de mariage) | 1829  | Orgue |          |                                        |                         |
| 243   | Präludium (procession de mariage) | 1829  | Orgue |          |                                        |                         |
| 244   | Präludium | 1829  | Orgue |          |                                        | Fragment                |
| 245   | Su deines lagers füßen | 1829  | Soprano, piano |          | Wilhelm Hensel                         |                         |
| 246   | Sonata 1. Adagio 2. Intermezzo. Allegretto 3. Largo molto | 1829  | Piano |          |                                        | Incomplet               |
| 247   | Capriccio 1. Andante 2. Allegro di molto | 1829  | Violoncelle, piano |          |                                        |                         |
| 248   | Die hochzeit kommt 1. Allegro 2. Allegretto, allegro, allegro con moto, andante, più lento 3. Allegro di molto | 1829  | 1. Ténor, 2 barytons, orchestre 2. 3 sopranos, ténor, 2 barytons, orchestre 3. Chœur (SATB), orchestre |          | Wilhelm Hensel                         |                         |
| 249   | Wie dunkel die nacht | 1830  | Ténor, piano |          |                                        |                         |
| 250   | Lied | 1830  | Soprano, piano |          |                                        | Incomplet               |
| 251   | Präludium | 1830  | Piano |          |                                        |                         |
| 252   | Genesungsfeier | 1830  | Soprano, piano |          |                                        | Wilhelm Hensel          |
| 253   | Fantasie | 1830  | Piano |          |                                        |                         |
| 254   | Minnelied des grafen peter von provence | 1830  | Soprano, piano |          |                                        | Ludwig Tieck            |
| 255   | Frühlingslied | 1830  | Soprano, piano |          |                                        | Wilhelm Hensel          |
| 256   | Der schnee der ist geschmolzen | 1831  | Soprano, piano |          |                                        | Wilhelm Hensel          |
| 257   | Lobgesang. Kantate. Nach versen der bibel und einem text 1. Introduzione pastorale. Andante con moto 2. Chor 3. Recitativo 4. Aria 5. Schlußchor | 1831  | 1. Orchestre 2. Chœur (SATB), orchestre 3. Alto, orchestre 4. Soprano, orchestre 5. Chœur (SATB), orchestre |          |                                        | Mentzer                 |
| 258   | Hiob. Kantate. Nach versen der bibel 1. Chor 2. Soli. Arioso. Larghetto 3. Chor, soli. Vivace | 1831  | 1. Soprano, chœur (SATB), orchestre 2. Soprano, alto, ténor, baryton, orchestre 3. Soprano, alto, ténor, baryton, chœur (SATB), orchestre |          |                                        |                         |
| 259   | Nacht #3 | 1831  | Soprano, piano |          |                                        | Friederike Braun Robert |
| 260   | Höret zu, merket auf choleramusik. Oratorio/kantate. Nach versen der bibel 1. Introduktion. Allegro moderato. Rezitativ. Allegro moderato 2. Arioso. Maestoso 3. Chor. Allegro 4. Rezitativ. In tempo andante 5. Rezitativ 6. Chor. Allegro 7. Arie. Allegro di molto 8. Rezitativ 9. Trauerchor 10. Chor der seligen 11. Chor. Allegro 12. Rezitativ. Allegro 13. Schlußchor. Allegro 14. Anhang #1. Arioso. Andante con moto 15. Anhang #2. Chor | 1831  | 1. Orchestre. Alto, orchestre 2. Baryton, orchestre 3. Chœur (2 SATB), orchestre 4. Alto, orchestre 5. Soprano, orchestre 6. Chœur (SSATB), orchestre 7. Ténor, orchestre 8. Soprano, orchestre 9. Chœur (2 SATB), orchestre 10. Chœur (2 SATB), orchestre 11. Chœur (SATB), orchestre 12. Soprano, orchestre 13. Chœur (2 SATB), orchestre 14. Soprano, orchestre 15. Chœur (SATB), orchestre |          |                                        |                         |
| 261   | O wie beseeligend gehen und kommen die stunden | 1831  | Soprano, piano |          |                                        | Wilhelm Hensel          |
| 262a  | Hero und leander. Dramatische szene 1. Rezitativ. Allegro moderato e tranquillo 2. Arie. Allegro agitato 3. Rezitativ. L’istesso tempo 4. Allegro molto 5. Arie. Agitato | 1831  | Soprano, piano |          | Friedrich von Schiller, Wilhelm Hensel |                         |
| 262b  | Hero und leander. Dramatische szene 1. Rezitativ. Allegro moderato e tranquillo 2. Arie. Allegro agitato 3. Rezitativ. L’istesso tempo 4. Allegro molto 5. Arie. Agitato | 1832  | Soprano, orchestre |          | Friedrich von Schiller, Wilhelm Hensel |                         |
| 263   | Das nordlicht (allegro di molto) | 1832  | Piano |          |                                        | Fragment                |
| 264   | So soll ich dich verlassen | 1832  | Soprano, ténor, piano |          | Wilhelm Hensel                         |                         |
| 265   | Suvertüre. Andante, Cantabile | 1832  | Orchestre |          |                                        |                         |
| 266   | Wiegenlied #2 | 1832  | Soprano, piano |          | Wilhelm Hensel                         |                         |
| 267   | Klavierstück (con moto) | 1832  | Piano |          |                                        | Fragment                |
| 268   | Dem unendlichen | 1832  | Chœur (TTBB), piano |          | Friedrich Gottlieb Klopstock           | Fragment                |
| 269   | Duett für tenor und sopran. Mit den fingern zu singen (andante) | 1832  | Piano |          |                                        |                         |
| 270   | Gegenwart | 1833  | Soprano, piano |          | Johann Wolfgang von Goethe             |                         |
| 271   | In die ferne | 1833  | Soprano, piano |          | Ludwig Hölty                           |                         |
| 272   | Zum fest. Nach versen aus der messe der heiligen cäcilia 1. Soli 2. Chor. Allegro | 1833  | 1. Soprano, alto, ténor, baryton, piano 2. Baryton, piano 3. Soprano, piano 4. Soprano, chœur (SATB) (piano) |          |                                        | incomplet               |
| 273   | Fuge | 1834  | Piano |          |                                        |                         |
| 274   | 3 lieder 1. Poco allegretto 2. Allegro molto 3. Con moto | 1834  | Soprano, piano |          | Heinrich Heine, Mary Alexander         |                         |
| 275   | Der pilgrim vor st just | 1834  | Baryton, piano |          | August von Platen                      |                         |
| 276   | Wo sich gatten jene schatten | 1834  | Soprano, piano |          | August von Platen                      |                         |
| 277   | Quartet 1. Adagio ma non troppo 2. Allegretto 3. Romanze 4. Allegro molto vivace | 1834  | Quatuor à cordes |          |                                        |                         |
| 278   | Ich ging lustig durch den grünen wald | 1834  | Soprano, piano |          | Des Knaben Wunderhorn                  |                         |
| 279a  | Io d’amor, oh dio, mi moro. Konzert-arie. Andante molto sostenuto | 1835  | Soprano, piano |          |                                        |                         |
| 279b  | Io d’amor, oh dio, mi moro. Konzert-arie. Andante molto sostenuto | 1835  | Soprano, orchestre |          |                                        |                         |
| 280   | In der stillen mitternacht | 1835  | Soprano, baryton, piano |          | Johann Gottfried von Herder            |                         |
| 281   | An cidli | 1835  | Soprano, piano |          | Friedrich Gottlieb Klopstock           | Fragment                |
| 282   | Abschied #2 | 1835  | Soprano, baryton, piano |          | Heinrich Heine                         |                         |
| 283   | Wandl’ich in dem wald des abends | 1835  | Soprano, baryton, piano |          | Heinrich Heine                         |                         |
| 284   | Ich stand gelehnet an den mast | 1835  | Soprano, soprano |          | Heinrich Heine                         |                         |
| 285   | Über allen gipfeln ist ruh’ | 1835  | Soprano, piano |          | Johann Wolfgang von Goethe             |                         |
| 286   | Wenn der frühling kommt | 1835  | Alto, piano |          | Heinrich Heine                         |                         |
| 287   | Der strauß | 1835  | Soprano, piano |          | Johann Wolfgang von Goethe             |                         |
| 288   | Wie feld und au | 1835  | Soprano, soprano, piano |          | Johann Wolfgang von Goethe             |                         |
| 289   | Frühzeitiger frühling | 1836  | Soprano, soprano, piano |          | Johann Wolfgang von Goethe             |                         |
| 290   | Ein hochzeitbitter | 1836  | Soprano, soprano |          | August von Platen                      |                         |
| 291   | Winterseufzer | 1836  | Soprano, soprano, ténor |          |                                        |                         |
| 292   | Wie dich die warme luft umscherzt | 1836  | Soprano, piano |          | August von Platen                      |                         |
| 293   | Gleich merlin | 1836  | Soprano, piano |          | Heinrich Heine                         |                         |
| 294   | klavierstück (allegretto grazioso) | 1836  | Piano |          |                                        |                         |
| 295   | März | 1836  | Soprano, soprano, piano |          | Johann Wolfgang von Goethe             |                         |
| 296   | April | 1836  | Soprano, soprano, piano |          | Johann Wolfgang von Goethe             |                         |
| 297   | Mai | 1836  | Soprano, soprano, piano |          | Johann Wolfgang von Goethe             |                         |
| 298   | Neue liebe, neues leben | 1836  | Soprano, piano |          | Johann Wolfgang von Goethe             |                         |
| 299   | Klavierstück (prestissimo) | 1836  | Piano |          |                                        |                         |
| 300   | Klavierstück (allegro agitato) | 1836  | Piano |          |                                        |                         |
| 301   | Lied (andante) | 1836  | Piano | 2.1      |                                        |                         |
| 302   | Klavierstück (allegro agitato) | 1836  | Piano |          |                                        |                         |
| 303   | Klavierstück (allegro con spirito) | 1836  | Piano |          |                                        |                         |
| 304   | Klavierstück (allegro con brio) | 1836  | Piano |          |                                        |                         |
| 305   | Das meeresleuchten | 1836  | Soprano, piano |          |                                        |                         |
| 306   | Suleika #3 | 1836  | Soprano, piano |          | Marianne von Willemer                  |                         |
| 307   | There be none of beauty’s daughters | 1836  | Soprano, piano |          | Lord Byron                             |                         |
| 308   | Capriccio (allegro ma non troppo) | 1836  | Piano |          |                                        |                         |
| 309   | Die mitternacht war kalt | 1836  | Soprano, soprano |          | Heinrich Heine                         |                         |
| 310   | Bagatelle (allegretto) | 1837  | Piano |          |                                        |                         |
| 311   | Bagatelle (con moto) | 1837  | Piano |          |                                        |                         |
| 312   | Warum sind denn die rosen so blaß? | 1837  | Soprano, piano | 1.3      | Heinrich Heine                         |                         |
| 313   | Klavierstück (allegro moderato) | 1837  | Piano |          |                                        |                         |
| 314   | Klavierstück (andante con espressione) | 1837  | Piano |          |                                        |                         |
| 315   | Altes lied | 1837  | Soprano, piano |          | Clemens Brentano                       |                         |
| 316   | Farewell! | 1837  | Soprano, piano |          | Lord Byron                             |                         |
| 317   | Wanderlied #2 | 1837  | Soprano, piano | 1.2      | Johann Wolfgang von Goethe             |                         |
| 318   | Bright be the place of thy soul! | 1837  | Soprano, piano |          | Lord Byron                             |                         |
| 319   | Komm mit | 1837  | Soprano, alto, ténor, piano |          | Woringen                               |                         |
| 320   | Sprich, o sprich, wird liebe mahnen | 1837  | Soprano, ténor, piano |          |                                        |                         |
| 321   | Klavierstück (allegro con brio) | 1837  | Piano |          |                                        |                         |
| 322   | Klavierstück (largo con espressione) | 1837  | Piano |          |                                        |                         |
| 323   | Im wunderschönen monat mai | 1837  | Soprano, soprano/alto, piano |          | Heinrich Heine                         |                         |
| 324   | So hast du ganz und gar vergessen | 1837  | Soprano, soprano |          | Heinrich Heine                         |                         |
| 325   | Ach, die augen sind es wieder | 1837  | Soprano, piano |          | Heinrich Heine                         |                         |
| 326   | Hör’ich das liedchen klingen | 1838  | Soprano, alto, piano |          | Heinrich Heine                         | Perdu                   |
| 327   | Aus meinen tränen sprießen | 1838  | Soprano, soprano, piano |          | Heinrich Heine                         |                         |
| 328   | Fichtenbaum und palme | 1838  | Soprano, piano |          | Heinrich Heine                         |                         |
| 329   | Wenn ich in deine augen sehe | 1838  | Soprano, soprano, piano |          | Heinrich Heine                         |                         |
| 330   | Klavierstück (andante con moto) | 1838  | Piano |          |                                        |                         |
| 331   | Die mainacht | 1838  | Soprano, piano |          | Ludwig Hölty                           |                         |
| 332   | Klavierstück (allegro molto vivace ma con sentimento) | 1838  | Piano |          |                                        |                         |
| 333   | Etude (allegro con brio) | 1838  | Piano |          |                                        |                         |
| 334   | Ich wandelte unter den bäumen | 1838  | Soprano, piano |          | Heinrich Heine                         |                         |
| 335   | Das meer erglänzte weit hinaus | 1838  | Soprano, piano |          | Heinrich Heine                         |                         |
| 336   | Blumenlied | 1838  | Soprano, soprano/alto, piano |          | Ludwig Hölty                           |                         |
| 337   | Notturno (andantino) | 1838  | Piano |          |                                        |                         |
| 338   | Klavierstück (allegro di molto) | 1838  | Piano |          |                                        |                         |
| 339   | Klavierstück (allegro grazioso) | 1839  | Piano |          |                                        |                         |
| 340   | Sehnsucht #9 | 1839  | Soprano, piano |          | Johann Wolfgang von Goethe             |                         |
| 341   | Verschiedene trauer | 1839  | Soprano, alto, piano |          | Anastasius Grün                        |                         |
| 342   | Mélodie (allegro assai) | 1839  | Piano | 4/5.1    |                                        |                         |
| 343   | Du bist die ruh’ | 1839  | Soprano, piano | 7.4      | Friedrich Rückert                      |                         |
| 344   | Strahlende ostsee | 1839  | Soprano, alto |          | August Hermann Niemeyer                |                         |
| 345   | Gondelfahrt (serenata) | 1839  | Piano |          |                                        |                         |
| 346   | Klavierstück (allegro moderato) | 1840  | Piano |          |                                        |                         |
| 347   | Sage mir, was mein herz begehrt | 1840  | Soprano, soprano, piano |          | Johann Wolfgang von Goethe             |                         |
| 348   | Deh torna a me | 1840  | Soprano, piano |          | Ludovico Ariosto                       |                         |
| 349   | Klavierstück (introduktion, allegro) | 1840  | Piano |          |                                        |                         |
| 350   | Klavierstück (largo, allegro con fuoco) | 1840  | Piano |          |                                        |                         |
| 351   | Das holde tal #2 | 1840  | Soprano, ténor, piano |          | Johann Wolfgang von Goethe             |                         |
| 352   | Abschied von rom. Ponte molle (andante con espressione) | 1840  | Piano |          |                                        |                         |
| 353   | Villa Medicis (allegro maestoso) | 1840  | Piano |          |                                        |                         |
| 354   | L’âme triste | 1840  | Soprano, ténor, piano |          | Alphonse de Lamartine                  |                         |
| 355   | Hausgarten | 1840  | Soprano, piano |          | Johann Wolfgang von Goethe             |                         |
| 356   | Lied (allegro vivace) | 1840  | Piano | 6.2      |                                        |                         |
| 357   | Villa Mills (allegretto grazioso) | 1840  | Piano | 2.3      |                                        |                         |
| 358   | Schwanenlied | 1840  | Soprano, piano | 1.1      | Heinrich Heine                         |                         |
| 359   | Der fürst vom berge | 1840  | Soprano, piano |          | Wilhelm Hensel                         |                         |
| 360   | Laß fahren hin | 1840  | Ténor, ténor, baryton, baryton |          | Johann Wolfgang von Goethe             |                         |
| 361   | Dämmernd liegt der sommerabend | 1840  | Soprano, alto, ténor, baryton |          | Heinrich Heine                         |                         |
| 362   | Mein liebchen, wir saßen beisammen | 1840  | Soprano, soprano, piano |          | Heinrich Heine                         |                         |
| 363   | 3 duette 1. Allegretto 2. Andante 3. Allegro | 1840  | Soprano, soprano/alto, piano |          | Brandenburg                            |                         |
| 364   | Mélodie (allegro molto quasi presto) | 1840  | Piano | 4/5.3    |                                        |                         |
| 365   | Mélodie (allegro molto vivace) | 1840  | Piano | 4/5.5    |                                        |                         |
| 366   | Mélodie (andante soave) | 1840  | Piano | 4/5.6    |                                        |                         |
| 367   | Wandrers nachtlied #2 | 1840  | Soprano, piano |          |                                        |                         |
| 368   | Klavierstück (allegro molto) | 1841  | Piano |          |                                        |                         |
| 369   | Klavierstück (allegro molto vivace) | 1841  | Piano |          |                                        |                         |
| 370   | Inter des laubdachs hut | 1841  | Soprano, alto, ténor, baryton |          | William Shakespeare                    |                         |
| 371   | Einleitung zu lebenden bildern 1. Andante 2. Deklamation, chor 3. Deklamation, chor 4. Deklamation, chor. Allegro 5. Deklamation, chor 6. Deklamation, chor | 1841  | Récitant, chœur (SATB), piano |          | Wilhelm Hensel                         |                         |
| 372   | Il saltarello romano. Tarantella (allegro molto) | 1841  | Piano | 6.4      |                                        |                         |
| 373   | Nach süden | 1841  | Soprano, piano | 10.1     | Wilhelm Hensel                         |                         |
| 374   | Von dir, mein lieb, ich scheiden muß | 1841  | Soprano, piano |          | Robert Burns, Kaufmann                 |                         |
| 375   | Der winterwind entflieht | 1841  | Soprano, alto |          |                                        |                         |
| 376   | Klavierstück (allegro molto) | 1841  | Piano |          |                                        |                         |
| 377   | Gondellied | 1841  | Soprano, piano | 1.6      | Emanuel Geibel                         |                         |
| 378   | Anklänge. 3 lieder | 1841  | Soprano, piano |          | Joseph von Eichendorff                 |                         |
| 379   | Waldruhe | 1841  | Soprano, alto, ténor, piano |          | Rolein                                 |                         |
| 380   | Traurige wege | 1841  | Soprano, piano |          | Nikolaus Lenau                         |                         |
| 381   | Klavierstück | 1841  | Piano |          |                                        | Fragment                |
| 382   | Auf dem see. Von como | 1841  | Soprano, piano |          | Johann Wolfgang von Goethe             |                         |
| 383   | Die sennin | 1841  | Soprano, ténor, piano |          | Nikolaus Lenau                         |                         |
| 384   | Totenklage | 1841  | Soprano, piano |          | Justinus Kerner                        |                         |
| 385   | Das jahr. 12 charakterstücke 1. Januar. Ein traum. Adagio, quasi una fantasia, presto 2. Februar. Scherzo. Presto 3. März. Agitato. Andante, allegro moderato ma con fuoco 4. April. Capriccioso. Allegretto, allegro 5. Mai. Frühlingslied. Allegro vivace e gioioso 6. Juni. Serenade. Largo, andante 7. Juli. Serenade. Larghetto 8. August. Allegro, tempo di marcia, allegro assai 9. September. Am flusse. Andante con moto 10. Oktober. Allegro con spirituo, poco più presto 11. November. Mesto, allegro molto 12. Dezember. Allegro molto, andante, allegro 13. Nachspiel. Choral | 1841  | Piano | 2.2 (#9) |                                        |                         |
| 386   | Duet | 1841  | Violon, piano |          |                                        | Fragment                |
| 387   | Maienlied | 1842  | Soprano, piano | 1.4      | Joseph von Eichendorff                 |                         |
| 388   | Morgenständchen | 1842  | Soprano, piano | 1.5      | Joseph von Eichendorff                 |                         |
| 389   | Szene aus Faust. Der tragödie, teil #2, akt #1. Anmutige gegend 1. Ariel. Andante, rezitativ 2. Chor. Sérénade. Allegretto vivace 3. Soli. Notturno. Andante 4. Ariel. Mattutino. Allegro moderato 5. Chor, soli. Reveille | 1843  | 1. Soprano, piano 2. Chœur (SSAA), piano 3. Soprano, soprano, alto, alto, piano 4. Soprano, piano 5. Soprano, soprano, alto, alto, chœur (SSAA), piano |          | Johann Wolfgang von Goethe             |                         |
| 390   | Wer dich gesehn | 1843  | Soprano, piano |          | Wilhelm Hensel, Fanny Mendelssohn      |                         |
| 391   | Klavierstück (allegro agitato) | 1843  | Piano |          |                                        |                         |
| 392   | Dämmrung senkte sich von oben | 1843  | Soprano, piano |          | Johann Wolfgang von Goethe             |                         |
| 393   | Klavierstück (allegretto ma non troppo) | 1843  | Piano |          |                                        |                         |
| 394   | Klavierstück (allegro molto vivace) | 1843  | Piano | 2.4      |                                        |                         |
| 395   | Sonata 1. Allegro molto agitato 2. Scherzo 3. Adagio 4. Finale. Presto, allegro moderato e con espressione | 1843  | Piano |          |                                        |                         |
| 396   | Klavierstück (adagio) | 1843  | Piano |          |                                        |                         |
| 397   | Nachtwanderer | 1843  | Soprano, piano | 7.1      | Joseph von Eichendorff                 |                         |
| 398   | Wenn wir durch die dörder ziehen | 1843  | Ténor, ténor, baryton, baryton |          |                                        |                         |
| 399   | Zauberkreis | 1843  | Soprano, piano |          | Friedrich Rückert                      |                         |
| 400   | Mutter, o sing mich zur ruh | 1843  | Soprano, piano |          | Felicia Hemans                         |                         |
| 401   | Die stille | 1844  | Soprano, piano |          | Joseph von Eichendorff                 |                         |
| 402   | Liebe in der fremde | 1844  | Soprano, piano |          | Joseph von Eichendorff                 |                         |
| 403   | Klavierstück | 1844  | Piano |          |                                        |                         |
| 404   | Klavierstück | 1844  | Piano |          |                                        | Fragment                |
| 405   | Klavierstück (allegro moderato assai) | 1844  | Piano |          |                                        |                         |
| 406   | Klavierstück (allegro) | 1844  | Piano à quatre mains |          |                                        |                         |
| 407   | Im herbst | 1844  | Soprano, piano |          | Joseph von Eichendorff                 |                         |
| 408   | Klavierstück (allegro molto) | 1844  | Piano à quatre mains |          |                                        |                         |
| 409   | Klavierstück (allegretto grazioso) | 1844  | Piano à quatre mains |          |                                        |                         |
| 410   | Klavierstück (allegro molto) | 1844  | Piano |          |                                        |                         |
| 411   | Liederzyklus | 1844  | Soprano, piano |          | Wilhelm Hensel                         | Perdu                   |
| 412   | Traum | 1844  | Soprano, piano |          | Joseph von Eichendorff                 |                         |
| 413   | Klavierstück (allegro molto) | 1846  | Piano |          |                                        |                         |
| 414   | Klavierstück (allegro molto vivace e leggiero) | 1846  | Piano |          |                                        |                         |
| 415   | Das veilchen | 1846  | Soprano, piano |          |                                        |                         |
| 416   | Im herbste #2 | 1846  | Soprano, piano | 10.4     | Emanuel Geibel                         |                         |
| 417   | Klavierstück (andante cantabile) | 1846  | Piano |          |                                        |                         |
| 418   | Im wald | 1846  | Soprano, alto, ténor, baryton | 3.6      | Emanuel Geibel                         |                         |
| 419   | Es rauscht das rote laub | 1846  | Soprano, piano |          | Emanuel Geibel                         |                         |
| 420   | Mélodie (allegretto) | 1846  | Piano | 4/5.2    |                                        |                         |
| 421   | Hörst du nicht die bäume rauschen | 1846  | Soprano, alto, ténor, baryton | 3.1      | Joseph von Eichendorff                 |                         |
| 422   | Abendlich schon rauscht der wald | 1846  | Soprano, alto, ténor, baryton | 3.5      | Joseph von Eichendorff                 |                         |
| 423   | Lied (allegro moderato) | 1846  | Piano | 8.1      |                                        |                         |
| 424   | O traum der jugend, o goldner stern (andante cantabile) | 1846  | Piano | 6.3      |                                        |                         |
| 425   | Pastorella | 1846  | Piano |          |                                        |                         |
| 426   | Klavierstück (allegretto) | 1846  | Piano |          |                                        |                         |
| 427   | Klavierstück | 1846  | Piano |          |                                        | Fragment                |
| 428   | Waldeinsam | 1846  | Soprano, alto, ténor, baryton, chœur (SATB) |          | Wilhelm Hensel                         |                         |
| 429   | Morgenwanderung | 1846  | Soprano, alto, ténor, baryton, chœur (SATB) |          | Emanuel Geibel                         |                         |
| 430   | Im herbste #3 | 1846  | Soprano, alto, ténor, baryton |          | Ludwig Uhland                          |                         |
| 431   | Erwache knab’erwache | 1846  | Soprano, piano |          | Wilhelm Hensel                         |                         |
| 432   | Morgengruß #1 | 1846  | Soprano, alto, ténor, baryton | 3.4      | Wilhelm Hensel                         |                         |
| 433   | Morgengruß #1 | 1846  | Soprano, alto, ténor, baryton |          | Wilhelm Hensel                         |                         |
| 434   | Dein ist mein herz | 1846  | Soprano, piano | 7.6      | Wilhelm Hensel                         |                         |
| 435   | Ariel | 1846  | Soprano, alto, ténor, baryton |          | Johann Wolfgang von Goethe             |                         |
| 436   | Abend | 1846  | Soprano, alto, ténor, baryton |          | Joseph von Eichendorff                 |                         |
| 437   | Schöne fremde | 1846  | Soprano, alto, ténor, baryton | 3.2      | Joseph von Eichendorff                 |                         |
| 438   | Mélodie (lento appassionato) | 1846  | Piano | 4/5.4    |                                        |                         |
| 439   | Schweigend sinkt die nacht hernieder | 1846  | Soprano, alto, ténor, baryton, chœur (SATB) |          | Wilhelm Hensel                         |                         |
| 440   | Bitte | 1846  | Soprano, piano | 7.5      | Nikolaus Lenau                         |                         |
| 441   | Lust’ge vögel | 1846  | Soprano, soprano, alto, baryton |          | Joseph von Eichendorff                 |                         |
| 442   | Llavierstück (allegro molto vivace) | 1846  | Piano |          |                                        |                         |
| 443   | Klavierstück (tempo di scherzo) | 1846  | Piano |          |                                        |                         |
| 444   | Stimme der glocken | 1846  | Baryton, piano |          | Nikolaus Lenau                         |                         |
| 445   | Schilflied | 1846  | Soprano, alto, ténor, baryton |          | Nikolaus Lenau                         |                         |
| 446   | Abendbild #1 | 1846  | Soprano, piano | 10.3     | Nikolaus Lenau                         |                         |
| 447   | Wer will mir wehren zu singen | 1846  | Soprano, alto, baryton |          | Johann Wolfgang von Goethe             |                         |
| 448   | O herbst, in linden tagen | 1846  | Soprano, alto, ténor, baryton |          | Joseph von Eichendorff                 |                         |
| 449   | Schon kehren die vögel wieder ein | 1846  | Soprano, alto, ténor, baryton |          | Joseph von Eichendorff                 |                         |
| 450   | Erwin | 1846  | Soprano, piano | 7.2      | Johann Wolfgang von Goethe             |                         |
| 451   | Ich kann wohl manchmal singen | 1846  | Soprano, piano |          | Joseph von Eichendorff                 |                         |
| 452   | Klavierstück (andante con moto) | 1846  | Piano |          |                                        |                         |
| 453   | Nacht ist wie ein stilles meer | 1846  | Soprano, piano |          | Joseph von Eichendorff                 |                         |
| 454   | Lied (andante espressivo) | 1846  | Piano | 6.1      |                                        |                         |
| 455   | Abendbild #1 | 1846  | Soprano, piano |          | Nikolaus Lenau                         |                         |
| 456   | Lied (andante espressivo, più allegro) | 1846  | Piano |          |                                        |                         |
| 457   | Beharre | 1846  | Soprano, piano |          | Helmina von Chézy                      |                         |
| 458   | Wanderlied (presto) | 1846  | Piano | 8.4      |                                        |                         |
| 459   | Klavierstück (allegro vivace) | 1846  | Piano |          |                                        |                         |
| 460   | Kommen und scheiden | 1846  | Soprano, piano |          | Nikolaus Lenau                         |                         |
| 461   | Lied (larghetto) | 1846  | Piano | 8.3      |                                        |                         |
| 462   | Worwurf | 1846  | Soprano, piano | 10.2     | Nikolaus Lenau                         |                         |
| 463   | Lied (andante con espressione) | 1846  | Piano | 8.2      |                                        |                         |
| 464   | Frühling | 1846  | Soprano, piano | 7.3      | Joseph von Eichendorff                 |                         |
| 465   | Trio 1. Allegro molto vivace 2. Andante espressivo 3. Lied. Allegretto 4. Finale. Allegro moderato | 1846  | Violon, violoncelle, piano | 11       | Joseph von Eichendorff                 |                         |
| 466   | Bergeslust | 1847  | Soprano, piano | 10.5     | Joseph von Eichendorff                 |                         |